# 구숭
구숭(駒崇, ? ~ 기원전 24년)은 전한 후기의 제후로, 태상 구독의 아들이다.

## 생애
건시 원년(기원전 32년), 구독의 뒤를 이어 기후(騏侯)에 봉해졌다.
양삭 원년(기원전 24년)에 죽으니 시호를 희(釐)라 하였고, 후사가 없어 작위가 폐지되었다.

## 출전
- 반고, 《한서》 권17 경무소선원성공신표